# Maïté Duval

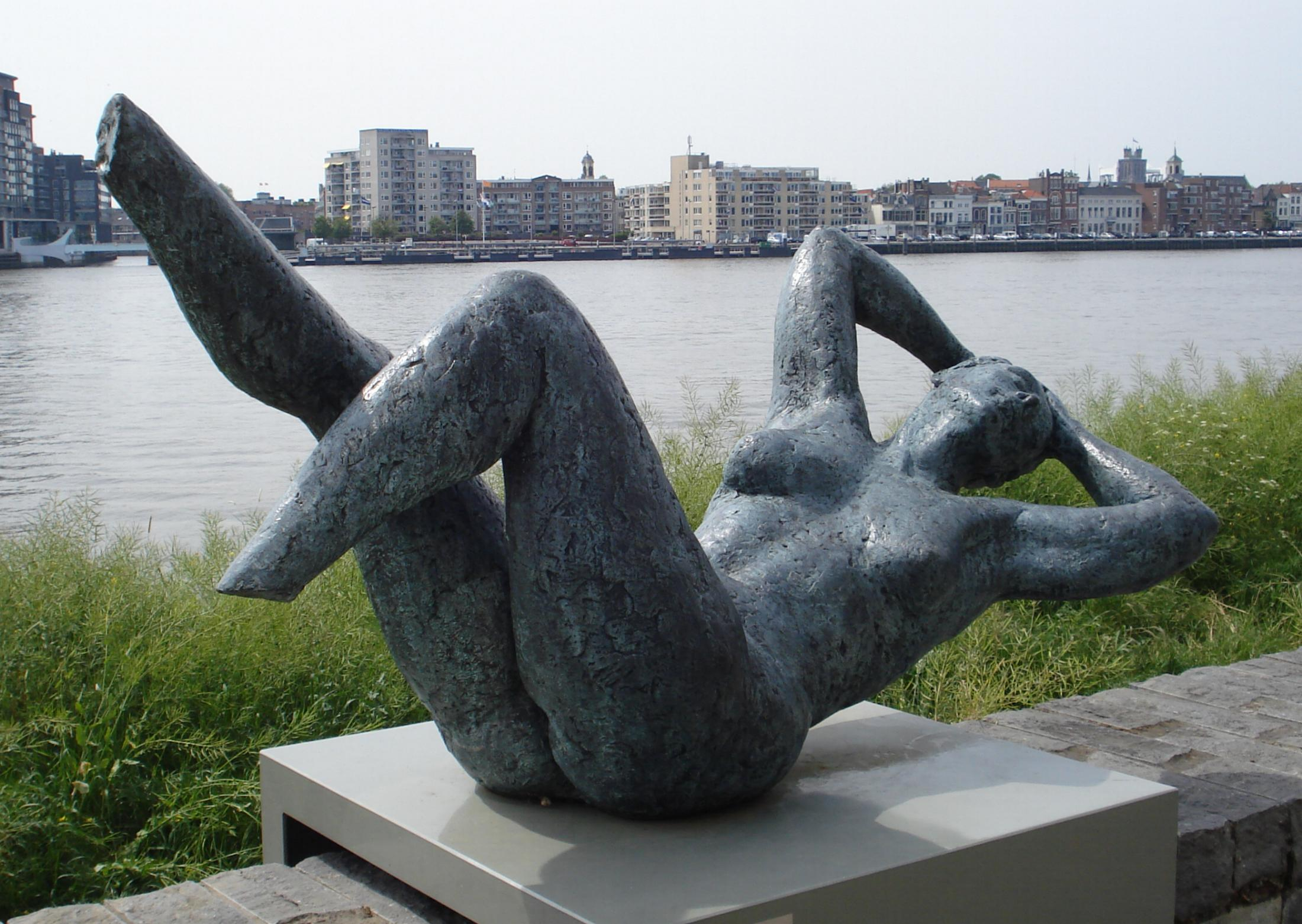
Maïté Duval: Volupté, Beeldenboulevard Papendrecht (Boulevard des sculptures), Merwehoofd, Papendrecht, Pays Bas. Photo 2011.

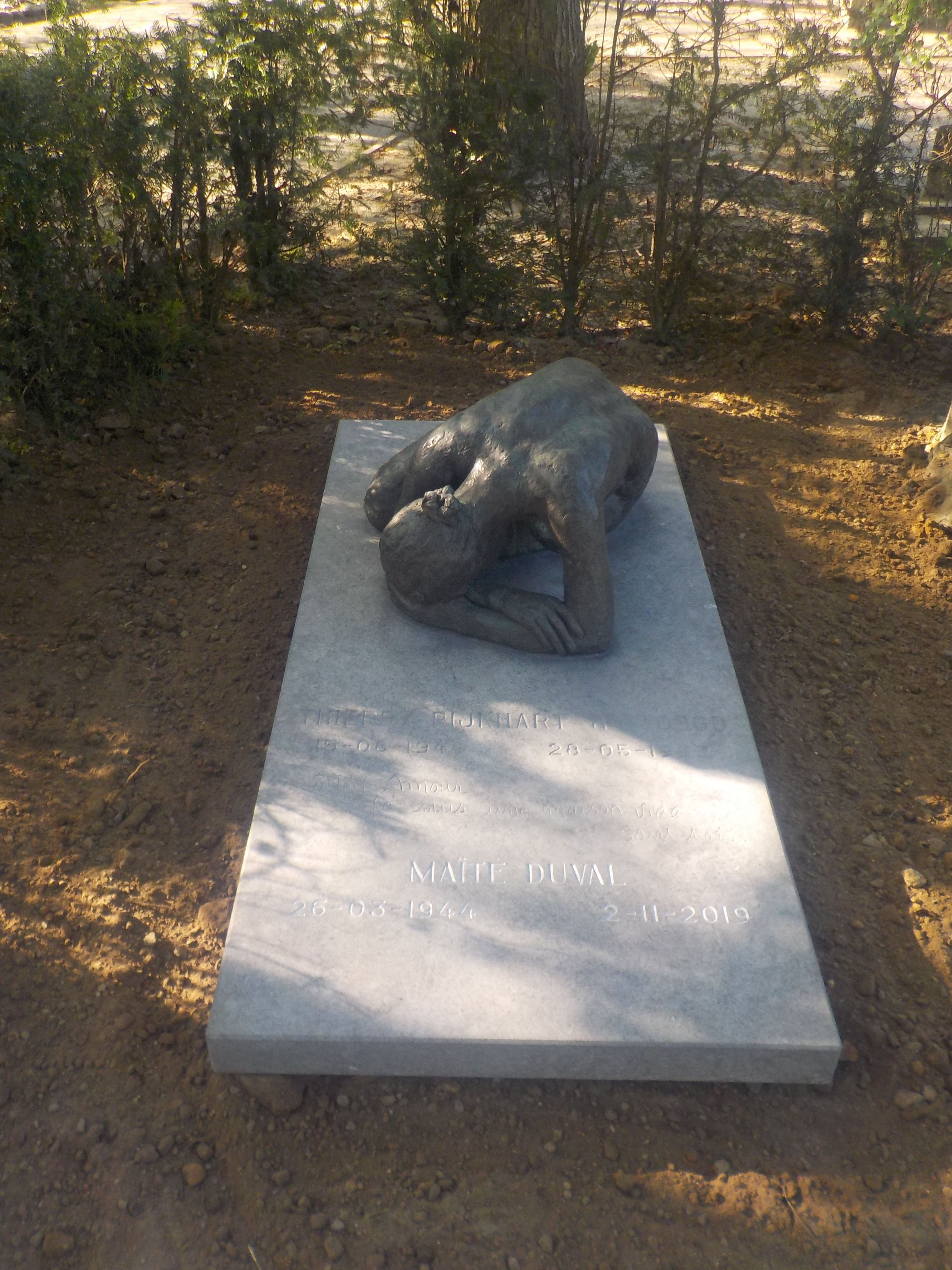
Pierre tombale de Maïté Duval avec sa sculpture Ingekeerd (Introverti), Zutphen.

Maïté Duval (Marie-Thérèse Marguerite Jeanne (Maïté) Rijkhart de Voogd-Duval), née le 26 mars 1944 à Renazé et morte le 2 novembre 2019 à Zutphen, est un sculptrice et dessinatrice franco-néerlandaise,.

## Biographie
Maïté Duval naît à Renazé et étudie la littérature française à l'Université de Rouen-Normandie. En tant que sculptrice, elle est autodidacte. Elle s'installe aux Pays-Bas en 1968 où elle commence sa carrière de sculptrice en 1974. Son travail est présenté dans de nombreuses expositions collectives et personnelles, notamment au Musée Henriette Polak (Zutphen, 1978 et 1996), Singer Laren (Laren, 1983), Galerie Mia Joosten (Amsterdam, 1998), Beeldentuin Interart (Heeswijk, 1993-1999) et Den Haag Sculptuur (La Haye, 2003).
Duval vit et travaille à Zutphen, où elle expose ses œuvres dans son atelier et son parc de sculptures. Elle est mariée au peintre Thierry Rijkhart de Voogd (1944-1999), lui aussi d'origine française. Elle est décédée à 75 ans. Sa sculpture intitulée "Ingekeerd" (Introverti) a été placée sur sa tombe au cimetière Oosterbegraafplaats de Zutphen.

## Œuvres dans l'espace public au Pays Bas
Les dates indiquées pour chaque sculpture sont les années de création et les copies ultérieures aux emplacements d'origine.
- Bérendine (1976), École municipale à Voorst (1977), De Beukenhof et Loosdrecht (1987).
- Schouders (1976, Épaules), Centraal Beheer Achmea (entreprise d’assurance), Apeldoorn.
- Torso cambré (1979), De Hanzehof, Zutphen (1996).
- Rêverie (1980), mairie de Voorst à Twello (1982) et De Sokkerwei, Castricum (2003).
- De Gans (1981, L'Oie), mairie de Deventer (1982), Voorst (1987) et Kleidijk, Rhoon (2003).
- Else (1982), 't Veld Paasberg, Terborg (1989) et Oude Bornhof, Zutphen (1990).
- Bérendine (1984), Lochem (1987), De Scheg, Deventer.
- Bérendine (1985), mairie de Zutphen, à Warnsveld.
- Zuster van het Gemeene Leven op het bleekveld (1985, Sœurs de la vie commune sur le pré de blanchiment), Agnietenhof, Zutphen. Ëgalement une étude préparatoire au Museum Catharijneconvent, Utrecht.
- Monument Stormramp 1925 (1985, Monument pour les victimes de la tempête de 10 août 1925 à Borculo), Kerkplein, Borculo.
- IJsberen (1986, Ours blancs), Callunaplein, Dieren.
- IJsberen - petite version (1986, Ours blancs), Verpleeghuis Lückerheide, Kerkrade (1994) et 't Bouwhuis, Enschede (2004).
- Rust na arbeid (1987, Repos après le travail), Dorpsplein, Klarenbeek.
- De Sprong (1987, Le Saut), Henriette Polaklaan, Zutphen (1996).
- Paula in kamerjas (1988, Paula en Robe de Chambre)[5] au Parc de sculptures du Museum de Fundatie (Heino) et auparavant dans la maison de retraite De Hoogweide, Lochem (1994), à l'hôpital Medisch Spectrum Twente, Enschede (1998) et à Hoog Soeren (2010).
- Melancholie (1991, Mélancholie), Museum Henriette Polak, Zutphen. En 2009 transporté au vestibule du Stedelijk Museum Zutphen.
- Draaiende vrouw (1991, Femme qui se retourne), ING Bank, Zutphen (1997).
- Ainsi Soit-elle (1992), De Koppellaan, Beek en Donk (1994), Stationsstraat, Apeldoorn (1995) et Belvédère, Breda (2007).
- Geste libre (1996), Frans Halslaan, Zutphen (2006).
- Volupté (2000); Beeldenboulevard Papendrecht (Boulevard des sculptures), Merwehoofd, Papendrecht, 2011; Deventerweg, Zutphen, 2022[6].

## Galerie de ses sculptures aux Pays Bas

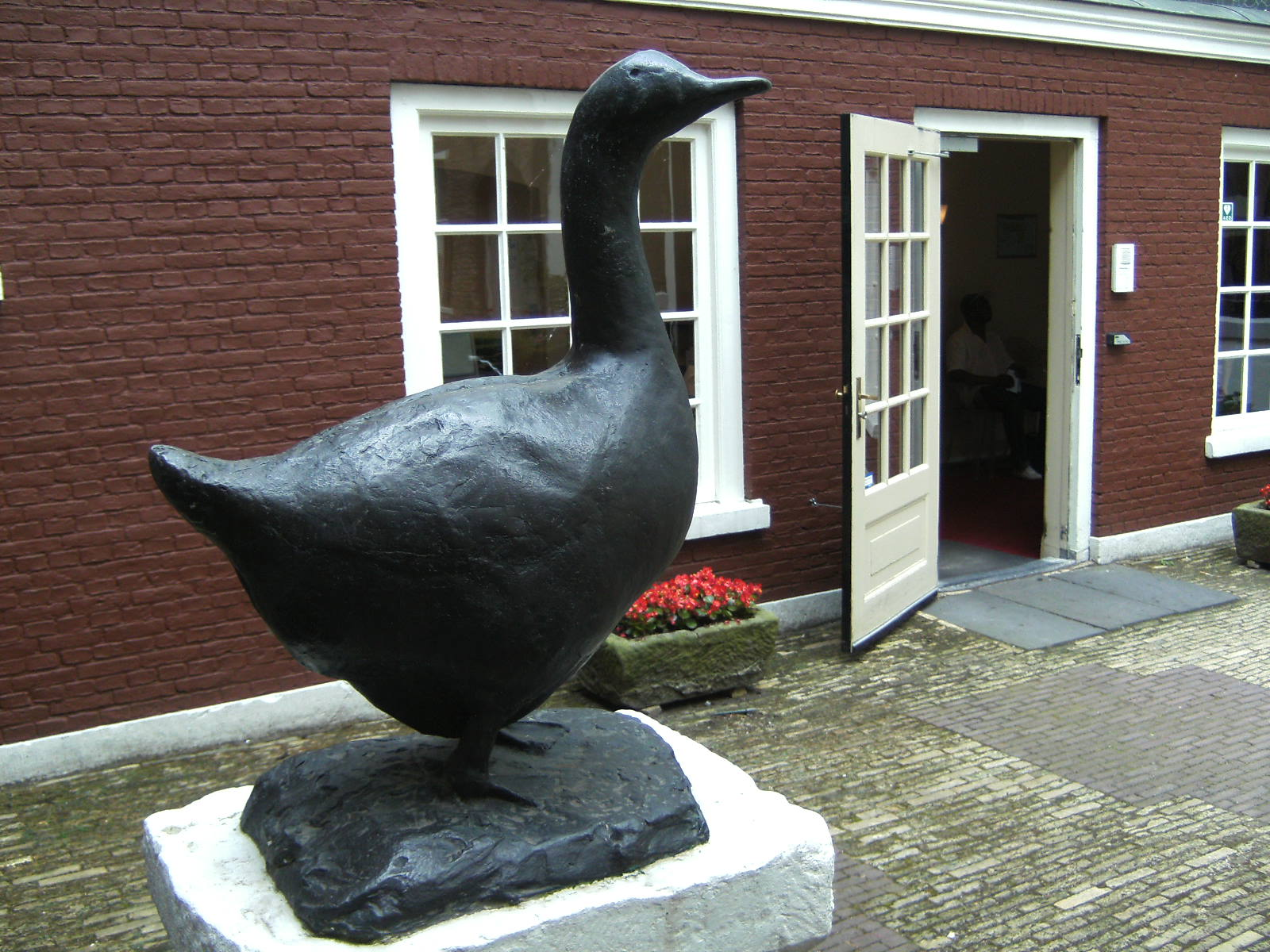
De Gans (1982, L'Oie), Deventer.
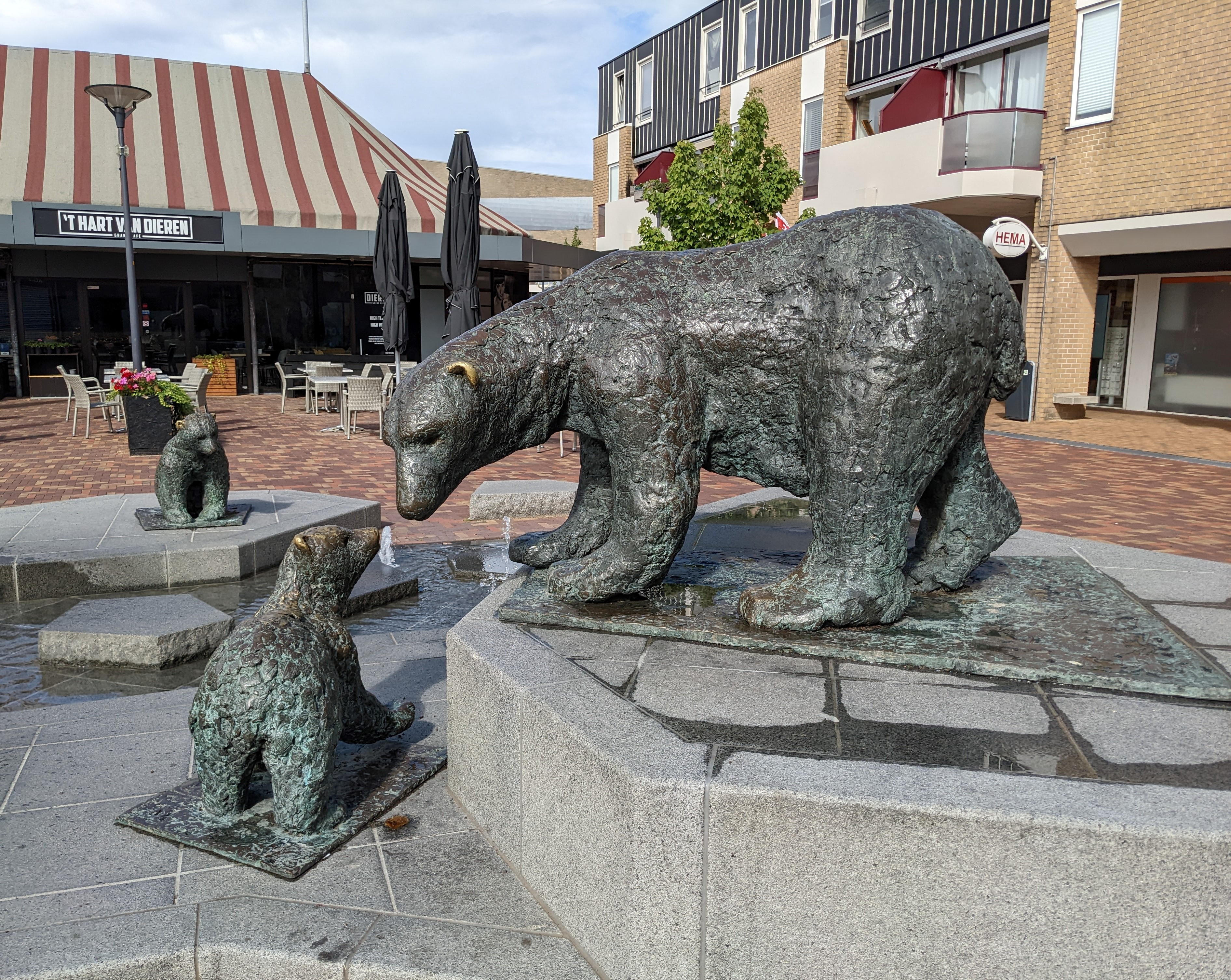
IJsberen (1986, Ours blancs), Dieren
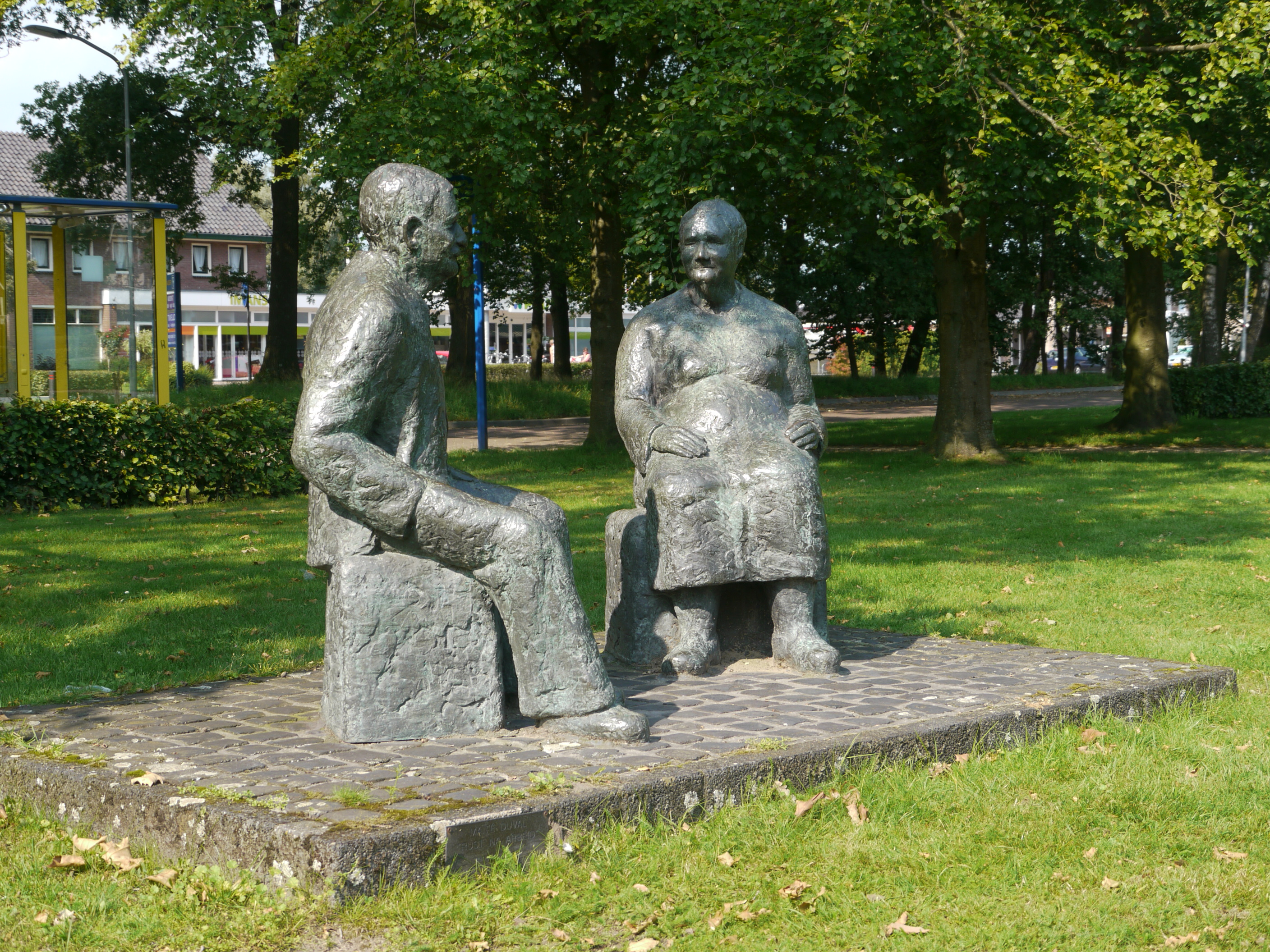
Repos après le travail / Grand-père grand-mère (1987, les grands-parents de la sculptrice), Klarenbeek.
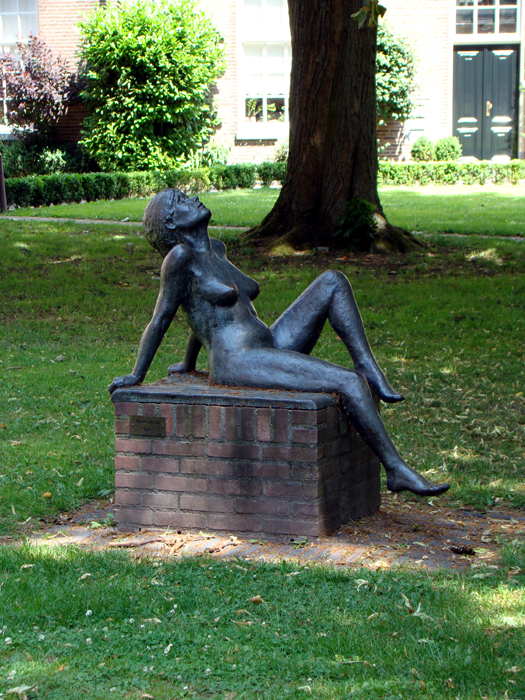
Else (1990), Zutphen.

## Collections publiques
Œuvres de Maïté Duval sont exposées dans diverses collections publiques aux Pays Bas:
- Musée Coda (nl), Apeldoorn.
- Beeldentuin Mariënheem (Parc de sculptures), Mariënheem, Raalte.
- Museum de Fundatie, Zwolle.
- Museum Catharijneconvent, Utrecht.
- Parc de sculptures du Chateau het Nijenhuis in Heino, une partie du Museum de Fundatie.
- Stedelijk Museum Zutphen, Zutphen conserve la plus grande collection : huit sculptures et quatre dessins.